# Goal Technologies
Goal technologies anciennement Software et Systèmes Spéciaux était une société de prestations informatiques
En 1982, LogAbax dépose son bilan et est rachetée par Olivetti. Une partie de la cellule de Recherche et Développement de LogAbax décide de ne pas rejoindre le siège d'Olivetti à Ivrée et de créer Software et Systèmes Spéciaux, une société spécialisée dans le conseil et les outils d'architecture pour la mise en place de solutions client serveur.

## Histoire
Immatriculée au registre du commerce et des sociétés sous le numéro 324-286-137 le 25 mars 1983 à Montrouge, Software et Systèmes Spéciaux  est transféré à Ivry sur Seine le 25 mars 1983 fusionne avec Alphasys  et devient Goal Technologies le 31 mars 1999. Goal Technologies sera par la suite rachetée par Software AG et deviendra Software AG France.

## Activité
Aux fondateurs (Patrick Gantet, Alain André, Thieu Le Tat et Jacques Tartarin) viendront se joindre rapidement des experts (Jacques Bresson, Olivier Sokal, Bernard Béancourt, Michel Converset et Didier Martineau) qui vont intervenir sur 3 axes principaux :
- axe système, avec la réalisation de divers drivers pour des constructeurs comme Transac, R2E, SMT Goupil, Nixdor Computer, Matra. S-DOS un operating system multitache compatible MS-DOS sera développé. Une version pour matériel embarqué en sera commercialisée.
- axe poste de travail pour agences bancaires et d'assurances, avec la création de l'AGL Coherence qui permet de gérer la présentation et la cinématique des applications de front-office des plus grandes banques et sociétés d'assurances françaises.
- axe intégration avec le développement de GOAL un middleware d'intégration couvrant les systèmes Windows, Unix et z/OS (CICS et IMS). Cet intergiciel est toujours en usage dans le groupe BNP Paribas.

En dix ans, cette société passe de cinq à trente-cinq ingénieurs et son chiffre d'affaires croît de 0,6 à 5 millions d'Euros. 
Ses principaux clients : le Crédit Lyonnais, la BNP, Paribas, La Poste, la Banque de France, le CCF, Groupama, Contingency, Axa, etc.
Une filiale au Brésil "SSE", installera une solution Minitel développée par l'équipe française, qui équipera la première banque du Brésil Banco Bradesco (Banque de l'État de Sao Paulo) et sera la première à offrir des services à distance à ses clients.